# 福建女子师范学校
福建女子师范学校是20世纪上半叶福建的一所中等师范类女校，校址在福州，始建于1906年，1952年因并入福州师范学校而结束。另外，缅甸仰光也有一所仰光福建女子师范学校。
福建女子师范学校初建于1906年（光绪三十二年），校名为女子师范传习所，设1个小教班和1个保姆班，监督王寿眉为陈宝琛的夫人，校址在全闽师范学堂附近的刘氏园亭，1909年更名为福州女子初级师范学堂，1912年（民国元年）又更名福州女子师范学校，1914年再度更名为福州女子师范学校改称福建省立女子师范学校。1914年时全校有教职工46人，学生193人。1927年，福建省教育厅将省立福州女子师范学校并入福建省立高级中学附属的师范科，校址在乌石山，并取消师范独立建制。1931年，省立福州高级中学又改制为省立福州师范学校，恢复师范学校独立设置。1936年福建省实施《改革福建教育方案》后，省立福州师范学校又并入新建的省立福建师范学校，校址仍在乌石山。
1946年，福建省教育厅又在福州创办省立福州女子师范学校。1949年中共接管福州后随即开始管理省立福州女子师范学校，并于1951年将私立协和幼稚师范学校并入其中。1952年，福州女子师范学校与闽侯师范学校体艺科合并建立省立福州师范学校，福建女子师范学校从此结束。
辛亥革命女革命者方君瑛曾经于1912年担任过福建女子师范学校的校长，曾醒也曾担任过监学。
不仅如此，缅甸仰光也有一所福建女子师范学校，始建于1909年，初名仰光福建女学校，到了1929年或1931年更名为仰光福建女子师范学校。